# Tésa
Tésa es un pueblo húngaro perteneciente al distrito de Szob, condado de Pest.

## Superficie
Cuenta con una superficie de 4,37 km².

## Demografía
Hasta 2024 la población era de 96 habitantes, con una densidad de población de 21,96 hab/km².
| Gráfica de evolución demográfica de Tésa entre 2020 y 2024 |
|                                                            |
| Datos según la Oficina Central de Estadística de Hungría.  |